# SN 2001ea
SN 2001ea – supernowa typu II odkryta 28 sierpnia 2001 roku w galaktyce M+05-54-38. W momencie odkrycia miała maksymalną jasność 18,20m.